# Heiderhöfgen
Heiderhöfgen war ein Ortsteil auf dem Gebiet des heutigen Stadtteils Hebborn der Stadt Bergisch Gladbach  im Rheinisch-Bergischen Kreis.

## Lage und Beschreibung
Heiderhöfgen war eine Hoflage am alten Heerweg Köln–Wipperfürth–Soest, der heutigen Bundesstraße 506, etwa dort, wo heute das Gebäude Mutzer Straße 10b ist.

## Geschichte
Die Hoflage entstand im 19. Jahrhundert und war damit Teil der Bürgermeisterei Gladbach im Kreis Mülheim am Rhein. Mit der Rheinischen Städteordnung wurde Gladbach 1856 Stadt, die dann 1863 den Zusatz Bergisch bekam.
Der Ort ist auf der Preußischen Neuaufnahme von 1892 und auf späteren Messtischblättern bis 1969 regelmäßig als Heiderhöfgen oder ohne Namen verzeichnet. Im Zuge der Bebauung der Mutzer Straße in den 1970er Jahren wurden die Gebäude abgetragen.
| Jahr | Einwohner | Wohn- gebäude | Kategorie  | Bemerkung          |
| ---- | --------- | ------------- | ---------- | ------------------ |
| 1871 | 6         | 1             | Einzelhaus | Heiderhöfchen gen. |
| 1885 | 8         | 1             | Wohnplatz  |                    |